# الصراط المستقيم
الصراط المستقيم هو مصطلح يشير إلى الطريق المستقيم الواضح الذي لا اعوجاج فيه، يُفهم على أنه الطريق الذي يؤدي إلى الله في الفكر الإسلامي وفي القرآن الكريم والسنة النبوية.

## معنى الصراط المستقيم
هو الطريق الواضح الموصل إلى الله وإلى جنته، وهو معرفة الحق والعمل به، قال تعالى: {وَأَنَّ هذا صِراطِى مُسْتَقِيماً فَاتَّبِعُوهُ}، (الأنعام: الآية 153).
اين الصراط
هو واضح في السماء اذا اردت رؤيته راجع محمد امين محى الدين خليل عثمان مصطفى ابوالريش

## في التفسير
جاء لفظ الصراط في القرآن (38) مرة، وفي سورة الفاتحة وهي أعظم سورة في القرآن وتفتح الصلاة بها وفيها الدعاء، ﴿اهْدِنَا الصِّرَاطَ الْمُسْتَقِيمَ﴾، أي دلنا وأرشدنا، ووفقنا للصراط المستقيم، وهو دعاء من أجل التوجيه نحو الطريق المستقيم والثبات على النهج السليم الواضح بدون أي انحراف أو اعوجاج.

## في القرآن
الطريق المستقيم، أو الصراط المستقيم، هو السير مع الله إلى الله، لأن الله يرشد المؤمنين إليه على صراط مستقيم، جاء في سورة هود (الآية: 56)، {إِنِّي تَوَكَّلْتُ عَلَى اللَّهِ رَبِّي وَرَبِّكُم ۚ مَّا مِن دَابَّةٍ إِلَّا هُوَ آخِذٌ بِنَاصِيَتِهَا ۚ إِنَّ رَبِّي عَلَىٰ صِرَاطٍ مُّسْتَقِيمٍ﴾.

## الصراط في الدين
هو جسر على متن جهنم يعبره الناس على قدر أعمالهم يوم القيامة، وفي الوصف وفق الأحاديث النبوية: "أن الجسر أدق من الشعرة، وأحد من السيف".